# Storm över skären
Storm över skären är en svensk svartvit dramafilm från 1938 i regi av Ivar Johansson.

## Handling
Lotsen Alfred och fiskaren Sven är båda förälskade i Sonja Söderman, vackraste flickan på den skärgårdsö de bor på. Sven och Alfred blir osams när Alfred en kväll hittar Sven tillsammans med Sonja. Bråket slutar med att Sven lämnar ön då slagsmålet urartade och Alfred slogs ner av Svens tillhygge, en flaska. Nu börjar det också skvallras på ön om att Sonja är gravid.

## Om filmen
Filmen premiärvisades på ett antal orter den 21 mars 1938. Den har också visats i SVT.

## Rollista i urval
- Karin Ekelund - Sonja Söderman
- Sten Lindgren - lotsen Alfred Österberg
- Björn Berglund - Sven "Svenne" Vågman
- Hjalmar Peters - f. d. tullvaktmästare Agust Österberg, Alfreds far
- Edla Rothgardt - hans fru
- Emil Fjellström - Vestergren
- Arthur Fischer - Albert Engström
- Tom Walter - Kalle Sjölund, Svennes fiskarkamrat
- Carl-Ivar Ytterman - "Fånglina"
- John Norrman skeppar Weman
- Bertil Berglund - fiskarpojke
- Helge Karlsson - auktionsförrättaren
- Hjalmar Holmström - fiskare Söderman, Sonjas far
- Ruth Weijden - skvallerkäring